# Cupa UEFA 2001-2002
Cupa UEFA 2001-2002 a fost a 31-a ediție a competiției de fotbal Cupa UEFA și a 44-a dacă se iau în calcul cele 13 ediții ale Cupei Orașelor Târguri (Inter-Cities Fairs Cup). Feyenoord a câștigat pentru a doua oară Cupa UEFA, într-o finală câștigată cu scorul de 3-0 în fața Borussiei Dortmund.

## Tur preliminar
| Echipa 1           | Scor gen. | Echipa 2                | Tur | Retur |
| ------------------ | --------- | ----------------------- | --- | ----- |
| Cosmos             | 0–3       | Rapid Viena             | 0–1 | 0–2   |
| Pelister           | 3–4       | St. Gallen              | 0–2 | 3–2   |
| Dinamo București   | 4–1       | Dinamo Tirana           | 1–0 | 3–1   |
| Olimpija Ljubljana | 7–0       | Shafa Baku              | 4–0 | 3–0   |
| Midtjylland        | 5–1       | Glentoran               | 1–1 | 4–0   |
| Narva Trans        | 3–5       | Elfsborg                | 3–0 | 0–5   |
| Club Brugge        | 10–1      | ÍA Akraness             | 4–0 | 6–1   |
| Obilić             | 5–1       | GÍ Gøta                 | 4–0 | 1–1   |
| Brașov             | 7–1       | Mika                    | 5–1 | 2–0   |
| Viking             | 2–1       | Brotnjo                 | 1–0 | 1–1   |
| CSCA Kiev          | 4–0       | Jokerit                 | 2–0 | 2–0   |
| Vardar             | 1–6       | Standard Liège          | 0–3 | 1–3   |
| HJK                | 3–1       | Ventspils               | 2–1 | 1–0   |
| Cwmbran Town       | 0–5       | Slovan Bratislava       | 0–4 | 0–1   |
| Marítimo           | 2–0       | FK Sarajevo             | 1–0 | 1–0   |
| Fylkir             | 3–2       | Pogoń Szczecin          | 2–1 | 1–1   |
| Dinamo Zagreb      | 2–0       | Flora Tallinn           | 1–0 | 1–0   |
| Glenavon           | 0–2       | Kilmarnock              | 0–1 | 0–1   |
| Tirana             | 4–5       | Apollon Limassol        | 3–2 | 1–3   |
| Ararat Yerevan     | 0–5       | Hapoel Tel Aviv         | 0–2 | 0–3   |
| Etzella Ettelbruck | 1–6       | Legia Varșovia          | 0–4 | 1–2   |
| Zimbru Chișinău    | 1–4       | Gaziantepspor           | 0–0 | 1–4   |
| Dinaburg           | 2–2 (a)   | Osijek                  | 2–1 | 0–1   |
| Neftchi Baku       | 0–1       | Gorica                  | 0–0 | 0–1   |
| HB Tórshavn        | 2–6       | Grazer                  | 2–2 | 0–4   |
| Atlantas           | 0–12      | Rapid București         | 0–4 | 0–8   |
| Matador Púchov     | 4–2       | Sliema Wanderers        | 3–0 | 1–2   |
| Longford Town      | 1–3       | Litex Lovech            | 1–1 | 0–2   |
| Brøndby            | 5–0       | Shelbourne              | 2–0 | 3–0   |
| FC Santa Coloma    | 1–8       | Partizan                | 0–1 | 1–7   |
| Maccabi Tel Aviv   | 7–0       | Žalgiris Vilnius        | 6–0 | 1–0   |
| Shakhtsyor         | 2–5       | ȚSKA Sofia              | 1–2 | 1–3   |
| MyPa               | 2–5       | Helsingborg             | 1–3 | 1–2   |
| Dinamo Tbilisi     | 2–5       | BATE Borisov            | 2–1 | 0–4   |
| Debrecen           | 3–1       | Nistru Otaci            | 3–0 | 0–1   |
| Polonia Varșovia   | 6–0       | Total Network Solutions | 4–0 | 2–0   |
| Birkirkara         | (a) 1–1   | Lokomotivi Tblisi       | 0–0 | 1–1   |
| AEK Atena          | 8–0       | Grevenmacher            | 6–0 | 2–0   |
| MFK Ružomberok     | 3–1       | Belshina Bobruisk       | 3–1 | 0–0   |
| Olympiakos Nicosia | 6–4       | Dunaferr                | 2–2 | 4–2   |
| Vaduz              | 4–9       | Varteks                 | 3–3 | 1–6   |

### Tur
| 9 august 2001 | Cosmos | 0–1 | Rapid Viena |                                                                              |  |
|               |        |     | Wallner 10' | Stadion: Stadio Olimpico, Serravalle Arbitru: Kostadin Kostadinov (Bulgaria) |  |

| 9 august 2001 | Pelister | 0–2 | St. Gallen             |                                                                     |  |
|               |          |     | Guido 4' Dal Santo 89' | Stadion: Stadion Tumbe Kafe, Bitola Arbitru: Johan Verbist (Belgia) |  |

| 9 august 2001 | Dinamo București     | 1–0 | Dinamo Tirana |                                                                          |  |
|               | Niculescu 34' (pen.) |     |               | Stadion: Stadionul Dinamo, București Arbitru: Nikolaos Agelakis (Grecia) |  |

| 9 august 2001 | Olimpija Ljubljana                    | 4–0 | Shafa Baku |                                                                      |  |
|               | Komac 28' Tiganj 58', 59' Calleja 74' |     |            | Stadion: Bežigrad Stadium, Ljubliana Arbitru: Anthony Zammit (Malta) |  |

| 9 august 2001 | Midtjylland | 1–1 | Glentoran       |                                                                 |  |
|               | Pimpong 16' |     | Glendinning 84' | Stadion: SAS Arena, Herning Arbitru: Marian Dorobanțu (România) |  |

| 9 august 2001 | Narva Trans | 3–0 | Elfsborg                                 |                                                                              |  |
|               | Gruznov 40' |     | Lundström 33' Andreasson 36' (pen.), 61' | Stadion: Narva Kreenholmi Stadium, Narva Arbitru: Ladislav Gadosi (Slovacia) |  |

| 9 august 2001 | Club Brugge                                 | 4–0 | ÍA Akraness |                                                                          |  |
|               | Lange 62', 85' Lembi 77' Mendoza 88' (pen.) |     |             | Stadion: Jan Breydel Stadium, Bruges Arbitru: Karen Nalbandyan (Armenia) |  |

## Prima rundă
| Echipa #1                 | Total   | Echipa #2            | Tur | Retur    |
| ------------------------- | ------- | -------------------- | --- | -------- |
| Inter Bratislava          | 1–3     | Litex Lovech         | 1–0 | 0–3      |
| Internazionale            | 6–0     | Brașov               | 3–0 | 3–0      |
| Servette                  | 2–1     | Slavia Praga         | 1–0 | 1–1      |
| Roda JC                   | 6–1     | Fylkir               | 3–0 | 3–1      |
| CSCA Kiev                 | 3–2     | Steaua Roșie Belgrad | 3–2 | 0–0      |
| Gençlerbirliği            | 1–2     | Halmstad             | 1–1 | 0–1      |
| AEK Atena                 | 4–3     | Hibernian            | 2–0 | 2–3 d.p. |
| Olimpija Ljubljana        | 2–4     | Brøndby              | 2–4 | 0–0      |
| Utrecht                   | 6–3     | Grazer               | 3–0 | 3–3      |
| Slovan Liberec            | 2–1     | Slovan Bratislava    | 2–0 | 0–1      |
| Copenhaga                 | 4–2     | Obilić               | 2–0 | 2–2      |
| ȚSKA Sofia                | 4–2     | Șahtar Donețk        | 3–0 | 1–2      |
| Standard Liège            | 4–2     | Strasbourg           | 2–0 | 2–2      |
| BATE Borisov              | 0–6     | Milan                | 0–2 | 0–4      |
| Chernomorets Novorossiysk | 0–6     | Valencia             | 0–1 | 0–5      |
| Aston Villa               | 3–3 (a) | Varteks              | 2–3 | 1–0      |
| Parma                     | 3–0     | HJK                  | 1–0 | 2–0      |
| Gorica                    | 1–3     | Osijek               | 1–2 | 0–1      |
| Ipswich Town              | 3–2     | Torpedo Moscova      | 1–1 | 2–1      |
| Kilmarnock                | 1–3     | Viking               | 1–1 | 0–2      |
| Ajax                      | 5–0     | Apollon Limassol     | 2–0 | 3–0      |
| Real Zaragoza             | 5–1     | Silkeborg            | 3–0 | 2–1      |
| Dinamo București          | 2–6     | Grasshopper          | 1–3 | 1–3      |
| Marila Příbram            | 5–3     | Sedan                | 4–0 | 1–3      |
| Troyes                    | 6–2     | MFK Ružomberok       | 6–1 | 0–1      |
| Legia Varșovia            | 10–2    | Elfsborg             | 4–1 | 6–1      |
| Westerlo                  | 0–3     | Hertha Berlin        | 0–2 | 0–1      |
| Chelsea                   | 5–0     | Levski Sofia         | 3–0 | 2–0      |
| Kärnten                   | 0–4     | PAOK                 | 0–0 | 0–4      |
| Dinamo Moscova            | 1–0     | Birkirkara           | 1–0 | 0–0      |
| Dnipro Dnipropetrovsk     | 1–2     | Fiorentina           | 0–0 | 1–2      |
| St. Gallen                | 3–2     | Steaua București     | 2–1 | 1–1      |
| Bordeaux                  | 6–4     | Debrecen             | 5–1 | 1–3      |
| Hapoel Tel Aviv           | 2–1     | Gaziantepspor        | 1–0 | 1–1      |
| Haka                      | 1–4     | Union Berlin         | 1–1 | 0–3      |
| Partizan                  | 2–5     | Rapid Viena          | 1–0 | 1–5      |
| Celta de Vigo             | 7–4     | Sigma Olomouc        | 4–0 | 3–4      |
| Midtjylland               | 2–6     | Sporting CP          | 0–3 | 2–3      |
| Anji Mahacikala           | 0–1     | Rangers              | 0–1 | –1       |
| Hajduk Split              | 2–3     | Wisła Cracovia       | 2–2 | 0–1      |
| Paris Saint-Germain       | 3–0     | Rapid București      | 0–0 | 3–02     |
| Marítimo                  | 1–3     | Leeds United         | 1–0 | 0–3      |
| Olympiakos Nicosia        | 3–9     | Club Brugge          | 2–2 | 1–7      |
| Odd Grenland              | 3–3 (a) | Helsingborg          | 2–2 | 1–1      |
| Viktoria Žižkov           | 0–1     | Tirol Innsbruck      | 0–0 | 0–1      |
| Dinamo Zagreb             | 3–3 (a) | Maccabi Tel Aviv     | 2–2 | 1–1      |
| Polonia Varșovia          | 1–4     | Twente               | 1–2 | 0–2      |
| Matador Púchov            | 1–2     | Freiburg             | 0–0 | 1–2      |

1 S-a jucat numai un meci, pe teren neutru, la Varșovia, Polonia, din cauza problemelor de securitate din Rusia.
2 PSG a câștigat meciul de la București cu 3–0 din cauza unei pene de curent.

### Tur
| 11 septembrie 2001 | Viktoria Žižkov | 0–0     | Wacker Innsbruck |                                                                       |  |
| 17:30 CET          |                 | Cronică |                  | Stadion: FK Viktoria Stadion, Praga Arbitru: Laurent Duhamel (Franța) |  |

| 20 septembrie 2001 | Internazionale                      | 3–0     | Brașov |                                                                        |  |
| 21:00 CET          | Dalmat 23' Kallon 31' Di Biagio 41' | Cronică |        | Stadion: Stadio Nereo Rocco, Trieste Arbitru: Fernando Mendez (Spania) |  |

| 20 septembrie 2001 | BATE Borisov | 0–2 | Milan                     |                                  |  |
|                    |              |     | Shevchenko 64' Moreno 88' | Stadion: Stadionul Dinamo, Minsk |  |

| 20 septembrie 2001 | Parma                | 1–0 | HJK |                                      |  |
|                    | Milošević 21' (pen.) |     |     | Stadion: Stadio Ennio Tardini, Parma |  |

| 20 septembrie 2001 | Standard Liège   | 2–0 | Strasbourg |  |  |
|                    | Moreira 40', 83' |     |            |  |  |

| 20 septembrie 2001 | Dnipro Dnipropetrovsk | 0–0 | Fiorentina |                                         |  |
|                    |                       |     |            | Stadion: Stadium Meteor, Dnipropetrovsk |  |

| 20 septembrie 2001 | Ipswich Town | 1–1 | Torpedo Moscova |                                |  |
|                    | Bramble 85'  |     | Vyazmikin 14'   | Stadion: Portman Road, Ipswich |  |

### Retur
| 25 septembrie 2001 | Wacker Innsbruck | 1–0     | Viktoria Žižkov |                                                                   |  |
| 18:00 CET          | Glieder 49'      | Cronică |                 | Stadion: Tivoli Neu, Innsbruck Arbitru: Vasyl Melnychuk (Ucraina) |  |

Wacker Innsbruck s-a calificat cu scorul general de 1–0.
| 27 septembrie 2001 | Brașov | 0–3 | Internazionale            |                                        |  |
|                    |        |     | Ventola 14', 79' Guly 36' | Stadion: Stadionul Tineretului, Brașov |  |

Internazionale s-a calificat cu scorul general de 6–0.
| 27 septembrie 2001 | Milan                                                | 4–0 | BATE Borisov |                                         |  |
|                    | Rui Costa 21' Moreno 45' Sarr 56' Inzaghi 74' (pen.) |     |              | Stadion: Stadio Giuseppe Meazza, Milano |  |

Milan s-a calificat cu scorul general de 6–0.
| 27 septembrie 2001 | HJK | 0–2 | Parma                         |                                    |  |
|                    |     |     | martieionni 79' Bonazzoli 90' | Stadion: Finnair Stadium, Helsinki |  |

Parma s-a calificat cu scorul general de 3–0.
| 27 septembrie 2001 | Strasbourg      | 2–2 | Standard Liège            |  |  |
|                    | Ljuboja 5', 37' |     | Goosens 57' Vandooren 60' |  |  |

Standard Liège s-a calificat cu scorul general de 4–2.
| 27 septembrie 2001 | Fiorentina           | 2–1 | Dnipro Dnipropetrovsk |                                           |  |
|                    | Adani 75' Chiesa 76' |     | Slabyshev 88'         | Stadion: Stadio Artemio Franchi, Florența |  |

Fiorentina s-a calificat cu scorul general de 2–1.
| 27 septembrie 2001 | Anji Mahacikala | 0–1     | Rangers       |                                                       |  |
|                    |                 | Cronică | Konterman 85' | Stadion: Varșovia Arbitru: Edgar Steinborn (Germania) |  |

Rangers s-a calificat cu scorul general de 1-0 after only one game was played.
| 27 septembrie 2001 | Torpedo Moscova | 1–2 | Ipswich Town                  |                                     |  |
|                    | Vyazmikin 66'   |     | Finidi 47' Stewart 54' (pen.) | Stadion: Stadionul Lujniki, Moscova |  |

Ipswich Town s-a calificat cu scorul general de 3-2.

## A doua rundă
| Echipa #1           | Total | Echipa #2        | Tur | Retur |
| ------------------- | ----- | ---------------- | --- | ----- |
| Roda JC             | 5–3   | Maccabi Tel Aviv | 4–1 | 1–2   |
| Legia Varșovia      | 2–7   | Valencia         | 1–1 | 1–6   |
| Freiburg            | 4–2   | St. Gallen       | 0–1 | 4–1   |
| Bordeaux            | 4–0   | Standard Liège   | 2–0 | 2–0   |
| Fiorentina          | 4–2   | Tirol Innsbruck  | 2–0 | 2–2   |
| Ipswich Town        | 3–1   | Helsingborg      | 0–0 | 3–1   |
| Paris Saint-Germain | 6–2   | Rapid Viena      | 4–0 | 2–2   |
| Union Berlin        | 0–2   | Litex Lovech     | 0–2 | 0–0   |
| Copenhaga           | 1–0   | Ajax             | 0–0 | 1–0   |
| Internazionale      | 2–1   | Wisła Cracovia   | 2–0 | 0–1   |
| PAOK                | 8–3   | Marila Příbram   | 6–1 | 2–2   |
| Rangers             | 7–2   | Dinamo Moscova   | 3–1 | 4–1   |
| Halmstad            | 1–7   | Sporting CP      | 0–1 | 1–6   |
| Real Zaragoza       | 0–1   | Servette         | 0–0 | 0–1   |
| Leeds United        | 6–5   | Troyes           | 4–2 | 2–3   |
| CSCA Kiev           | 0–7   | Club Brugge      | 0–2 | 0–5   |
| Utrecht             | 1–3   | Parma            | 1–3 | 0–0   |
| Osijek              | 3–5   | AEK Atena        | 1–2 | 2–3   |
| Viking              | 0–3   | Hertha BSC       | 0–1 | 0–2   |
| Grasshoppers        | 6–5   | Twente           | 4–1 | 2–4   |
| Varteks             | 3–6   | Brøndby          | 3–1 | 0–5   |
| Hapoel Tel Aviv     | 3–1   | Chelsea          | 2–0 | 1–1   |
| Celta de Vigo       | 3–4   | Slovan Liberec   | 3–1 | 0–3   |
| Milan               | 3–0   | ȚSKA Sofia       | 2–0 | 1–0   |

### Tur
| 16 octombrie 2001 | Roda JC                                   | 4–1     | Maccabi Tel Aviv |                                                                    |  |
| 18:00             | Soetaers 4', 35' Berglund 54' Sonkaya 82' | Cronică | Horváth 78'      | Stadion: Parkstad Limburg, Kerkrade Arbitru: Yuri Baskakov (Rusia) |  |

| 18 octombrie 2001 | Legia Varșovia | 1–1     | Valencia           |                                                                                 |  |
| 19:00             | Karwan 11'     | Cronică | A. Ilie 60' (pen.) | Stadion: Stadion Wojska Polskiego, Varșovia Arbitru: Bernhard Brugger (Austria) |  |

| 18 octombrie 2001 | Freiburg | 0–1     | St. Gallen  |                                                                       |  |
| 20:30             |          | Cronică | Mokoena 90' | Stadion: Dreisamstadion, Freiburg Arbitru: Vladimír Hriňák (Slovacia) |  |

| 18 octombrie 2001 | Bordeaux                        | 2–0     | Standard Liège |                                                                           |  |
| 19:00             | Pauleta 6' (pen.) Christian 33' | Cronică |                | Stadion: Stade Chaban-Delmas, Bordeaux Arbitru: Massimo Busacca (Elveția) |  |

| 18 octombrie 2001 | Fiorentina                | 2–0     | Tirol Innsbruck |                                                                               |  |
| 20:45             | Morfeo 47' Nuno Gomes 86' | Cronică |                 | Stadion: Stadio Artemio Franchi, Florența Arbitru: Martin Ingvarsson (Suedia) |  |

| 18 octombrie 2001 | Ipswich Town | 0–0     | Helsingborg |                                                                 |  |
| 21:05             |              | Cronică |             | Stadion: Portman Road, Ipswich Arbitru: Wolfgang Sowa (Austria) |  |

| 18 octombrie 2001 | Paris Saint-Germain                      | 4–0     | Rapid Viena |                                                                     |  |
| 21:00             | Ronaldinho 16', 58' Mendy 28' Anelka 54' | Cronică |             | Stadion: Parc des Princes, Paris Arbitru: Fiorenzo Treossi (Italia) |  |

| 18 octombrie 2001 | Union Berlin | 0–2     | Litex Lovech              |                                                                |  |
| 18:00             |              | Cronică | Bornosuzov 50' Petrov 92' | Stadion: Olympiastadion, Berlin Arbitru: Leif Sundell (Suedia) |  |

| 18 octombrie 2001 | Copenhaga | 0–0     | Ajax |                                                              |  |
| 18:30             |           | Cronică |      | Stadion: Parken, Copenhaga Arbitru: Darko Čeferin (Slovenia) |  |

| 18 octombrie 2001 | Internazionale  | 2–0     | Wisła Cracovia |                                                                       |  |
| 21:00             | Kallon 61', 65' | Cronică |                | Stadion: Stadio Nereo Rocco, Trieste Arbitru: Leslie Irvine (Irlanda) |  |

| 18 octombrie 2001 | PAOK                                                            | 6–1     | Marila Příbram |                                                                              |  |
| 20:00             | Yiasoumi 22', 27' Okkas 37', 87' Konstantinidis 50' Luciano 75' | Cronică | Siegl 56'      | Stadion: Stadionul Toumba, Salonika Arbitru: Victor Esquinas Torres (Spania) |  |

| 18 octombrie 2001 | Rangers                         | 3–1     | Dinamo Moscova |                                                                |  |
| 20:45             | Amoruso 9' Ball 61' de Boer 79' | Cronică | Gusev 89'      | Stadion: Ibrox Stadium, Glasgow Arbitru: Stéphane Bré (Franța) |  |

| 18 octombrie 2001 | Halmstad | 0–1     | Sporting CP |                                                                  |  |
| 20:00             |          | Cronică | Niculae 53' | Stadion: Örjans vall, Halmstad Arbitru: Pascal Garibian (Franța) |  |

| 18 octombrie 2001 | Real Zaragoza | 0–0     | Servette |                                                                          |  |
| 21:00             |               | Cronică |          | Stadion: La Romareda, Zaragoza Arbitru: Lutz Michael Fröhlich (Germania) |  |

| 18 octombrie 2001 | Leeds United                   | 4–2     | Troyes        |                                                                       |  |
| 21:00             | Viduka 5', 43' Bowyer 22', 46' | Cronică | Loko 30', 80' | Stadion: Elland Road, Leeds Arbitru: Fernando Carmona Méndez (Spania) |  |

| 18 octombrie 2001 | CSCA Kiev | 0–2     | Club Brugge       |                                                                                     |  |
| 18:00             |           | Cronică | Verheyen 33', 47' | Stadion: Valeriy Lobanovskyi Dinamo Stadium, Kiev Arbitru: Mikko Vuorela (Finlanda) |  |

| 18 octombrie 2001 | Utrecht       | 1–3     | Parma                          |                                                                          |  |
| 20:45             | Jochemsen 76' | Cronică | Di Vaio 22', 69' Bonazzoli 55' | Stadion: Stadion Galgenwaard, Utrecht Arbitru: Sorin Carpodean (România) |  |

| 18 octombrie 2001 | Osijek        | 1–2     | AEK Atena                   |                                                            |  |
| 18:00             | Mijatović 71' | Cronică | Zagorakis 6' Nikolaidis 70' | Stadion: Gradski vrt, Osijek Arbitru: Eric Romain (Belgia) |  |

| 16 octombrie 2001 | Viking | 0–1     | Hertha BSC |                                                                      |  |
| 17:00             |        | Cronică | Preetz 5'  | Stadion: Stavanger Stadion, Stavanger Arbitru: Miroslav Liba (Cehia) |  |

| 18 octombrie 2001 | Grasshoppers                   | 4–1     | Twente    |                                                                 |  |
| 19:15             | Núñez 29', 34', 90' Petrić 57' | Cronică | Polak 69' | Stadion: Hardturm, Zürich Arbitru: Georgios Kasnaferis (Grecia) |  |

| 18 octombrie 2001 | Varteks                                    | 3–1     | Brøndby    |                                                                          |  |
| 20:45             | Bjelanović 64' Mumlek 77' Karić 83' (pen.) | Cronică | Niżnik 80' | Stadion: Stadion Anđelko Herjavec, Varaždin Arbitru: Dani Koren (Israel) |  |

| 18 octombrie 2001 | Hapoel Tel Aviv                  | 2–0     | Chelsea |                                                                         |  |
| 20:15             | Gershon 87' (pen.) Cleșcenco 94' | Cronică |         | Stadion: Bloomfield Stadium, Tel Aviv Arbitru: Dick van Egmond (Olanda) |  |

| 18 octombrie 2001 | Celta de Vigo          | 3–1     | Slovan Liberec     |                                                          |  |
| 21:35             | Mostovoi 35', 76', 90' | Cronică | Cáceres 65' (o.g.) | Stadion: Balaídos, Vigo Arbitru: Edo Trivković (Croația) |  |

| 18 octombrie 2001 | Milan                        | 2–0     | ȚSKA Sofia |                                                                              |  |
| 20:45             | Rui Costa 20' Shevchenko 51' | Cronică |            | Stadion: Stadio Giuseppe Meazza, Milano Arbitru: Claus Bo Larsen (Danemarca) |  |

### Retur
| 1 noiembrie 2001 | Maccabi Tel Aviv | 2–1     | Roda JC   |                                                                          |  |
| 18:00            | Biton 37', 57'   | Cronică | Lawal 11' | Stadion: Bloomfield Stadium, Tel Aviv Arbitru: Tomasz Mikulski (Polonia) |  |

Roda JC s-a calificat cu scorul general de 5–3.
| 1 noiembrie 2001 | Valencia                                                                  | 6–1     | Legia Varșovia |                                                                              |  |
| 21:30            | Albelda 13' A. Ilie 16' Đukić 32' Aimar 39' (pen.) Sánchez 70' Angulo 78' | Cronică | Svitlica 76'   | Stadion: Estadi de Mestalla, Valencia Arbitru: Tom Henning Øvrebø (Norvegia) |  |

Valencia s-a calificat cu scorul general de 7–2.
| 1 noiembrie 2001 | St. Gallen   | 1–4     | Freiburg                                      |                                                         |  |
| 16:00            | Zellweger 8' | Cronică | Tskitishvili 11' Sellimi 37' But 73' Kehl 82' | Stadion: Hardturm, Zürich Arbitru: Michal Beneš (Cehia) |  |

Freiburg s-a calificat cu scorul general de 4–2.
| 1 noiembrie 2001 | Standard Liège | 0–2     | Bordeaux                |                                                                     |  |
| 20:00            |                | Cronică | Dugarry 57' Pauleta 84' | Stadion: Stade Maurice Dufrasne, Liège Arbitru: Erol Ersoy (Turcia) |  |

Bordeaux s-a calificat cu scorul general de 4–0.
| 1 noiembrie 2001 | Tirol Innsbruck   | 2–2     | Fiorentina                |                                                                  |  |
| 20:30            | Gilewicz 25', 75' | Cronică | Nuno Gomes 26' Morfeo 41' | Stadion: Tivoli Neu, Innsbruck Arbitru: Georgios Douros (Grecia) |  |

Fiorentina s-a calificat cu scorul general de 4–2.
| 1 noiembrie 2001 | Helsingborg | 1–3     | Ipswich Town                     |                                                                            |  |
| 20:45            | Eklund 7'   | Cronică | Hreiðarsson 69' Stewart 81', 88' | Stadion: Olympia, Helsingborg Arbitru: Eduardo Iturralde González (Spania) |  |

Ipswich Town s-a calificat cu scorul general de 3–1.
| 1 noiembrie 2001 | Rapid Viena     | 2–2     | Paris Saint-Germain        |                                                                             |  |
| 18:00            | Wagner 10', 16' | Cronică | Potillon 52' Hugo Leal 91' | Stadion: Gerhard-Hanappi-Stadion, Viena Arbitru: Roy Helge Olsen (Norvegia) |  |

Paris Saint-Germain s-a calificat cu scorul general de 6–2.
| 30 octombrie 2001 | Litex Lovech | 0–0     | Union Berlin |                                                                       |  |
| 17:30             |              | Cronică |              | Stadion: Lovech Stadium, Lovech Arbitru: Kristinn Jakobsson (Islanda) |  |

Litex Lovech s-a calificat cu scorul general de 2–0.
| 1 noiembrie 2001 | Ajax | 0–1     | Copenhaga  |                                                                     |  |
| 20:45            |      | Cronică | Jensen 82' | Stadion: Amsterdam ArenA, Amsterdam Arbitru: Jacek Granat (Polonia) |  |

Copenhaga s-a calificat cu scorul general de 1–0.
| 30 octombrie 2001 | Wisła Cracovia | 1–0     | Internazionale |                                                                     |  |
| 13:00             | Żurawski 4'    | Cronică |                | Stadion: Wisła Stadium, Cracovia Arbitru: Paulo Paraty (Portugalia) |  |

Internazionale s-a calificat cu scorul general de 2–1.
| 1 noiembrie 2001 | Marila Příbram       | 2–2     | PAOK                     |                                                                      |  |
| 14:00            | Čížek 36' Kučera 61' | Cronică | Luciano 15' Yiasoumi 61' | Stadion: Na Litavce, Pribram Arbitru: Nicolai Vollquartz (Danemarca) |  |

PAOK s-a calificat cu scorul general de 8–3.
| 1 noiembrie 2001 | Dinamo Moscova | 1–3     | Rangers                            |                                                                       |  |
| 18:00            | Gusev 27'      | Cronică | de Boer 8' Flo 42' Løvenkrands 78' | Stadion: Dinamo Stadium, Moscova Arbitru: Pasquale Rodomonti (Italia) |  |

Rangers s-a calificat cu scorul general de 6–2.
| 1 noiembrie 2001 | Sporting CP                                                            | 6–1     | Halmstad       |                                                                    |  |
| 21:00            | Jardel 30' (pen.), 76', 90' João Pinto 39' Niculae 61' Paulo Bento 71' | Cronică | Nordstrand 41' | Stadion: José Alvalade, Lisabona Arbitru: Philippe Leuba (Elveția) |  |

Sporting CP s-a calificat cu scorul general de 7–2.
| 1 noiembrie 2001 | Servette  | 1–0     | Real Zaragoza |                                                                     |  |
| 20:30            | Oruma 87' | Cronică |               | Stadion: Charmilles Stadium, Geneva Arbitru: Orhan Erdemir (Turcia) |  |

Servette s-a calificat cu scorul general de 1–0.
| 1 noiembrie 2001 | Troyes                         | 3–2     | Leeds United         |                                                                      |  |
| 20:15            | Amzine 8' Hamed 38' Rothen 58' | Cronică | Viduka 15' Keane 78' | Stadion: Stade de l'Aube, Troyes Arbitru: Massimo De Santis (Italia) |  |

Leeds United s-a calificat cu scorul general de 6–5.
| 1 noiembrie 2001 | Club Brugge                                  | 5–0     | CSCA Kiev |                                                                       |  |
| 20:30            | Martens 4', 73', 90' Verheyen 7' Mendoza 42' | Cronică |           | Stadion: Jan Breydelstadion, Bruges Arbitru: Paulo Costa (Portugalia) |  |

Club Brugge s-a calificat cu scorul general de 7–0.
| 1 noiembrie 2001 | Parma | 0–0     | Utrecht |                                                                           |  |
| 20:45            |       | Cronică |         | Stadion: Stadio Ennio Tardini, Parma Arbitru: Helmut Fleischer (Germania) |  |

Parma s-a calificat cu scorul general de 3–1.
| 30 octombrie 2001 | AEK Atena                                 | 3–2     | Osijek                      |                                                                        |  |
| 18:00             | Lakis 31' Tsiartas 38' Konstantinidis 79' | Cronică | Rodrigo 15' (o.g.) Mitu 43' | Stadion: Nikos Goumas Stadium, Atena Arbitru: Ivan Dobrinov (Bulgaria) |  |

AEK Atena s-a calificat cu scorul general de 5–3.
| 1 noiembrie 2001 | Hertha BSC                    | 2–0     | Viking |                                                                                  |  |
| 18:00            | Alex Alves 17' Sverrisson 29' | Cronică |        | Stadion: Friedrich-Ludwig-Jahn-Sportpark, Berlin Arbitru: Paul Allaerts (Belgia) |  |

Hertha BSC s-a calificat cu scorul general de 3–0.
| 1 noiembrie 2001 | Twente                          | 3–2     | Grasshoppers              |                                                                        |  |
| 18:30            | van der Laan 35', 79' Cairo 45' | Cronică | Chapuisat 70' Benjani 85' | Stadion: De Grolsch Veste, Enschede Arbitru: Attila Hanacsek (Ungaria) |  |

Grasshoppers s-a calificat cu scorul general de 6–4.
| 1 noiembrie 2001 | Brøndby                                   | 5–0     | Varteks |                                                                     |  |
| 19:00            | Madsen 1' Bagger 31' Jonson 53', 76', 83' | Cronică |         | Stadion: Brøndby Stadium, Brondby Arbitru: Costas Kapitanis (Cipru) |  |

Brøndby s-a calificat cu scorul general de 6–3.
| 1 noiembrie 2001 | Chelsea  | 1–1     | Hapoel Tel Aviv |                                                                    |  |
| 21:00            | Zola 64' | Cronică | Osterc 35'      | Stadion: Stamford Bridge, Londra Arbitru: Laurent Duhamel (Franța) |  |

Hapoel Tel Aviv s-a calificat cu scorul general de 3–1.
| 1 noiembrie 2001 | Slovan Liberec              | 3–0     | Celta de Vigo |                                                                       |  |
| 18:30            | Štajner 38' Nezmar 70', 90' | Cronică |               | Stadion: Stadion u Nisy, Liberec Arbitru: Franz-Xaver Wack (Germania) |  |

Slovan Liberec s-a calificat cu scorul general de 4–3.
| 1 noiembrie 2001 | ȚSKA Sofia | 0–1     | Milan       |                                                                             |  |
| 17:45            |            | Cronică | Inzaghi 62' | Stadion: Balgarska Armiya Stadium, Sofia Arbitru: Dermot Gallagher (Anglia) |  |

Milan s-a calificat cu scorul general de 3–0.

## A treia rundă
| Echipa #1       | Total          | Echipa #2           | Tur | Retur    |
| --------------- | -------------- | ------------------- | --- | -------- |
| PAOK            | 4–6            | PSV Eindhoven       | 3–2 | 1–4      |
| Fiorentina      | 0–3            | Lille               | 0–1 | 0–2      |
| Valencia        | 1–1 5–4 d.l.d. | Celtic              | 1–0 | 0–1 d.p. |
| Servette        | 3–0            | Hertha BSC          | 0–0 | 3–0      |
| Ipswich Town    | 2–4            | Internazionale      | 1–0 | 1–4      |
| Rangers         | 0–0 4–3 d.l.d. | Paris Saint-Germain | 0–0 | 0–0 d.p. |
| Feyenoord       | 3–2            | Freiburg            | 1–0 | 2–2      |
| AEK Atena       | 4–3            | Litex Lovech        | 3–2 | 1–1      |
| Grasshoppers    | 3–4            | Leeds United        | 1–2 | 2–2      |
| Parma           | 4–1            | Brøndby             | 1–1 | 3–0      |
| Bordeaux        | 1–2            | Roda JC             | 1–0 | 0–2      |
| Slovan Liberec  | 5–2            | Mallorca            | 3–1 | 2–1      |
| Hapoel Tel Aviv | 3–1            | Lokomotiv Moscova   | 2–1 | 1–0      |
| Copenhaga       | 0–2            | Borussia Dortmund   | 0–1 | 0–1      |
| Milan           | 3–1            | Sporting CP         | 2–0 | 1–1      |
| Club Brugge     | 4–4 (a)        | Lyon                | 4–1 | 0–3      |

### Tur
| 22 noiembrie 2001 | PAOK                        | 3–2     | PSV Eindhoven            |                                                                        |  |
| 18:30             | Yiasoumi 36', 69' Udeze 44' | Cronică | de Jong 19' Bruggink 81' | Stadion: Stadionul Toumba, Thessaloniki Arbitru: Stéphane Bré (Franța) |  |

| 22 noiembrie 2001 | Fiorentina | 0–1     | Lille      |                                                                                    |  |
| 20:45             |            | Cronică | Bakari 24' | Stadion: Stadio Artemio Franchi, Florența Arbitru: Manuel Mejuto González (Spania) |  |

| 22 noiembrie 2001 | Valencia    | 1–0     | Celtic |                                                                        |  |
| 21:30             | Vicente 74' | Cronică |        | Stadion: Mestalla Stadium, Valencia Arbitru: Domenico Messina (Italia) |  |

| 22 noiembrie 2001 | Servette | 0–0     | Hertha BSC |                                                                          |  |
| 18:00             |          | Cronică |            | Stadion: Charmilles Stadium, Geneva Arbitru: Claus Bo Larsen (Danemarca) |  |

| 22 noiembrie 2001 | Ipswich Town  | 1–0     | Internazionale |                                                                        |  |
| 20:45             | Armstrong 81' | Cronică |                | Stadion: Portman Road, Ipswich Arbitru: Kim Milton Nielsen (Danemarca) |  |

| 22 noiembrie 2001 | Rangers | 0–0     | Paris Saint-Germain |                                                                     |  |
| 21:00             |         | Cronică |                     | Stadion: Ibrox Stadium, Glasgow Arbitru: Karl-Erik Nilsson (Suedia) |  |

| 22 noiembrie 2001 | Feyenoord | 1–0     | Freiburg |                                                             |  |
| 20:30             | Ono 82'   | Cronică |          | Stadion: De Kuip, Rotterdam Arbitru: Stuart Dougal (Scoția) |  |

| 22 noiembrie 2001 | AEK Atena                                     | 3–2     | Litex Lovech             |                                                                         |  |
| 20:15             | Tsiartas 10' Zagorakis 18' Konstantinidis 23' | Cronică | Janković 30' Răchită 71' | Stadion: Nikos Goumas Stadium, Atena Arbitru: Wolfgang Stark (Germania) |  |

| 22 noiembrie 2001 | Grasshoppers  | 1–2     | Leeds United        |                                                                 |  |
| 20:15             | Chapuisat 17' | Cronică | Harte 73' Smith 78' | Stadion: Hardturm, Zürich Arbitru: Lucílio Batista (Portugalia) |  |

| 22 noiembrie 2001 | Parma       | 1–1     | Brøndby           |                                                                       |  |
| 18:30             | Lamouchi 1' | Cronică | Nordin 90' (pen.) | Stadion: Stadio Ennio Tardini, Parma Arbitru: Konrad Plautz (Austria) |  |

| 20 noiembrie 2001 | Bordeaux          | 1–0     | Roda JC |                                                                         |  |
| 18:00             | Paulo Miranda 49' | Cronică |         | Stadion: Stade Chaban-Delmas, Bordeaux Arbitru: Valentin Ivanov (Rusia) |  |

| 22 noiembrie 2001 | Slovan Liberec              | 3–1     | Mallorca    |                                                                  |  |
| 19:00             | Lukáš 2' Johana 19' Jun 50' | Cronică | Biagini 60' | Stadion: Stadion u Nisy, Liberec Arbitru: Jacek Granat (Polonia) |  |

| 22 noiembrie 2001 | Hapoel Tel Aviv     | 2–1     | Lokomotiv Moscova |                                                                                |  |
| 18:00             | Osterc 42' Domb 89' | Cronică | Izmailov 56'      | Stadion: Bloomfield Stadium, Tel Aviv Arbitru: Leslie Irvine (Irlanda de Nord) |  |

| 22 noiembrie 2001 | Copenhaga | 0–1     | Borussia Dortmund |                                                                 |  |
| 18:30             |           | Cronică | Herrlich 90'      | Stadion: Parken Stadium, Copenhaga Arbitru: Mike Riley (Anglia) |  |

| 22 noiembrie 2001 | Milan                      | 2–0     | Sporting CP |                                                                                |  |
| 20:45             | Shevchenko 37' Inzaghi 77' | Cronică |             | Stadion: Stadio Giuseppe Meazza, Milano Arbitru: Juan Fernández Marin (Spania) |  |

| 22 noiembrie 2001 | Club Brugge                                             | 4–1     | Lyon          |                                                                            |  |
| 19:30             | Englebert 4' Van Der Heyden 54' Mendoza 75' De Brul 90' | Cronică | Luyindula 83' | Stadion: Jan Breydelstadion, Brugge Arbitru: Arturo Daudén Ibáñez (Spania) |  |

### Retur
| 6 decembrie 2001 | PSV Eindhoven                                                | 4–1     | PAOK      |                                                                       |  |
| 19:30            | Vennegoor of Hesselink 2', 58' Gakhokidze 33' Van Bommel 90' | Cronică | Okkas 59' | Stadion: Philips Stadion, Eindhoven Arbitru: Graziano Cesari (Italia) |  |

PSV Eindhoven s-a calificat cu scorul general de 6–4.
| 6 decembrie 2001 | Lille                            | 2–0     | Fiorentina |                                                                            |  |
| 19:00            | Bruno Cheyrou 32' Sterjovski 78' | Cronică |            | Stadion: Stade Grimonprez Jooris, Lille Arbitru: Herbert Fandel (Germania) |  |

Lille s-a calificat cu scorul general de 3–0.
| 6 decembrie 2001                                            | Celtic                        | 1–0 (d.p.) (4–5 d.l.d.)                                      | Valencia |                                                                     |  |
| 20:30                                                       | Larsson 45'                   | Cronică                                                      |          | Stadion: Celtic Park, Glasgow Arbitru: Knud Erik Fisker (Danemarca) |  |
|                                                             | Penalty-uri de departajare⁠(d) |                                                              |          |                                                                     |  |
| Lambert · Thompson · Larsson · Sutton · Hartson · Valgaeren |                               | Carew · Vicente · de los Santos · Ayala · Pellegrino · Mista |          |                                                                     |  |

Valencia 1–1 Celtic. Valencia s-a calificat cu scorul general de 5–4 la penaltiuri.
| 6 decembrie 2001 | Hertha BSC | 0–3     | Servette                          |                                                  |  |
| 18:00            |            | Cronică | Hilton 16' Frei 48' Obradović 69' | Stadion: Friedrich-Ludwig-Jahn-Sportpark, Berlin |  |

Servette s-a calificat cu scorul general de 3–0.
| 6 decembrie 2001 | Internazionale                 | 4–1     | Ipswich Town         |                                                                         |  |
| 21:00            | Vieri 19', 34', 71' Kallon 46' | Cronică | Armstrong 79' (pen.) | Stadion: Stadio Giuseppe Meazza, Milano Arbitru: Graham Barber (Anglia) |  |

Internazionale s-a calificat cu scorul general de 4–2.
| 6 decembrie 2001                                           | Paris Saint-Germain           | 0–0 (d.p.) (3–4 d.l.d.)                                    | Rangers |                                                                      |  |
| 21:00                                                      |                               | Cronică                                                    |         | Stadion: Parc des Princes, Paris Arbitru: Hartmut Strampe (Germania) |  |
|                                                            | Penalty-uri de departajare⁠(d) |                                                            |         |                                                                      |  |
| Okocha · Ronaldinho · Arteta · Heinze · Mendy · Pochettino |                               | Amoruso · Latapy · Konterman · Caniggia · Numan · Ferguson |         |                                                                      |  |

Rangers 0–0 Paris Saint-Germain. Rangers s-a calificat cu scorul general de 4–3 la penaltiuri.
| 6 decembrie 2001 | Freiburg                        | 2–2     | Feyenoord                      |                                                                         |  |
| 20:30            | Kehl 21' Kobiashvili 49' (pen.) | Cronică | Van Hooijdonk 57' Leonardo 86' | Stadion: Dreisamstadion, Freiburg Arbitru: Alfredo Trentalange (Italia) |  |

Feyenoord s-a calificat cu scorul general de 3–2.
| 6 decembrie 2001 | Litex Lovech | 1–1     | AEK Atena   |                                                                |  |
| 18:00            | Yurukov 90'  | Cronică | Gamarra 16' | Stadion: Lovech Stadium, Lovech Arbitru: René Temmink (Olanda) |  |

AEK Atena s-a calificat cu scorul general de 4–3.
| 6 decembrie 2001 | Leeds United         | 2–2     | Grasshoppers   |                                                                  |  |
| 21:00            | Kewell 19' Keane 45' | Cronică | Núñez 42', 89' | Stadion: Elland Road, Leeds Arbitru: Frank De Bleeckere (Belgia) |  |

Leeds United s-a calificat cu scorul general de 4–3.
| 6 decembrie 2001 | Brøndby | 0–3     | Parma                             |                                                                    |  |
| 17:30            |         | Cronică | Mboma 44' Nakata 58' Lamouchi 82' | Stadion: Brøndby Stadium, Brøndby Arbitru: Ľuboš Micheľ (Slovacia) |  |

Parma s-a calificat cu scorul general de 4–1.
| 4 decembrie 2001 | Roda JC                  | 2–0     | Bordeaux |                                                                               |  |
| 18:00            | Anastasiou 56' Lawal 64' | Cronică |          | Stadion: Parkstad Limburg Stadion, Kerkrade Arbitru: Fritz Stuchlik (Austria) |  |

Roda JC s-a calificat cu scorul general de 2–1.
| 6 decembrie 2001 | Mallorca         | 1–2     | Slovan Liberec       |                                                                |  |
| 20:45            | Eto'o 80' (pen.) | Cronică | Gyan 56' Štajner 69' | Stadion: San Moix Stadium, Palma Arbitru: Éric Poulat (Franța) |  |

Slovan Liberec s-a calificat cu scorul general de 5–2.
| 6 decembrie 2001 | Lokomotiv Moscova | 0–1     | Hapoel Tel Aviv |                                                                      |  |
| 18:00            |                   | Cronică | Osterc 48'      | Stadion: Saturn Stadium, Ramenskoye Arbitru: Alain Hamer (Luxemburg) |  |

Hapoel Tel Aviv s-a calificat cu scorul general de 3–1.
| 6 decembrie 2001 | Borussia Dortmund | 1–0     | Copenhaga |                                                                    |  |
| 18:00            | Sørensen 89'      | Cronică |           | Stadion: Westfalenstadion, Dortmund Arbitru: Mike McCurry (Scoția) |  |

Borussia Dortmund s-a calificat cu scorul general de 2–0.
| 6 decembrie 2001 | Sporting CP | 1–1     | Milan      |                                                                            |  |
| 21:00            | Niculae 49' | Cronică | Moreno 90' | Stadion: Estádio José Alvalade, Lisabona Arbitru: Ryszard Wójcik (Polonia) |  |

Milan s-a calificat cu scorul general de 3–1.
| 6 decembrie 2001 | Lyon                     | 3–0     | Club Brugge |                                                                   |  |
| 19:30            | Anderson 19', 23', 90+3' | Cronică |             | Stadion: Stade de Gerland, Lyon Arbitru: Rune Pedersen (Norvegia) |  |

Club Brugge 4–4 Lyon. Lyon datorită golului marcat în deplasare..

## Optimi
| Echipa #1       | Total          | Echipa #2         | Tur | Retur    |
| --------------- | -------------- | ----------------- | --- | -------- |
| Internazionale  | 5–3            | AEK Atena         | 3–1 | 2–2      |
| Valencia        | 5–2            | Servette          | 3–0 | 2–2      |
| PSV Eindhoven   | 1–0            | Leeds United      | 0–0 | 1–0      |
| Rangers         | 3–4            | Feyenoord         | 1–1 | 2–3      |
| Lyon            | 2–5            | Slovan Liberec    | 1–1 | 1–4      |
| Lille           | 1–1 (a)        | Borussia Dortmund | 1–1 | 0–0      |
| Hapoel Tel Aviv | 2–1            | Parma             | 0–0 | 2–1      |
| Roda JC         | 1–1 2–3 d.l.d. | Milan             | 0–1 | 1–0 d.p. |

### Tur
| 19 februarie 2002 | Roda JC | 0–1     | Milan         |                                                                             |  |
| 18:00             |         | Cronică | José Mari 28' | Stadion: Parkstad Limburg Stadion, Kerkrade Arbitru: Graham Barber (Anglia) |  |

| 19 februarie 2002 | Valencia                                | 3–0     | Servette |                                                                      |  |
| 18:00             | Hilton 3' (o.g.) Aimar 48' Ballesta 58' | Cronică |          | Stadion: Mestalla Stadium, Valencia Arbitru: Konrad Plautz (Austria) |  |

| 21 februarie 2002 | Internazionale                        | 3–1     | AEK Atena    |                                                                       |  |
| 21:00             | J. Zanetti 14' Kallon 37' Ventola 56' | Cronică | Zagorakis 8' | Stadion: Stadio Giuseppe Meazza, Milano Arbitru: Graham Poll (Anglia) |  |

| 21 februarie 2002 | PSV Eindhoven | 0–0     | Leeds United |                                                                       |  |
| 19:00             |               | Cronică |              | Stadion: Philips Stadion, Eindhoven Arbitru: Stefano Braschi (Italia) |  |

| 21 februarie 2002 | Rangers             | 1–1     | Feyenoord |                                                               |  |
| 21:05             | Ferguson 81' (pen.) | Cronică | Ono 72'   | Stadion: Ibrox Stadium, Glasgow Arbitru: Éric Poulat (Franța) |  |

| 21 februarie 2002 | Lyon      | 1–1     | Slovan Liberec     |                                                                      |  |
| 19:15             | Govou 81' | Cronică | Štajner 14' (pen.) | Stadion: Stade de Gerland, Lyon Arbitru: Frank De Bleeckere (Belgia) |  |

| 21 februarie 2002 | Lille      | 1–1     | Borussia Dortmund |                                                                                |  |
| 20:45             | Bassir 72' | Cronică | Ewerthon 67'      | Stadion: Stade Grimonprez-Jooris, Lille Arbitru: Arturo Daudén Ibáñez (Spania) |  |

| 21 februarie 2002 | Hapoel Tel Aviv | 0–0     | Parma |                                                                         |  |
| 18:30             |                 | Cronică |       | Stadion: Bloomfield Stadium, Tel Aviv Arbitru: Rune Pedersen (Norvegia) |  |

### Retur
| 28 februarie 2002 | AEK Atena                         | 2–2     | Internazionale         |                                                                                    |  |
| 20:30             | Konstantinidis 23' Nikolaidis 56' | Cronică | Greško 20' Ventola 57' | Stadion: Nikos Goumas Stadium, Nea Filadelfeia Arbitru: Karl-Erik Nilsson (Suedia) |  |

Internazionale s-a calificat cu scorul general de 5–3.
| 28 februarie 2002 | Servette            | 2–2     | Valencia               |                                                                      |  |
| 20:15             | Robert 37' Frei 67' | Cronică | Sánchez 12' Angulo 45' | Stadion: Charmilles Stadium, Geneva Arbitru: Valentin Ivanov (Rusia) |  |

Valencia s-a calificat cu scorul general de 5–2.
| 28 februarie 2002 | Leeds United | 0–1     | PSV Eindhoven              |                                                                   |  |
| 21:00             |              | Cronică | Vennegoor of Hesselink 89' | Stadion: Elland Road, Leeds Arbitru: Antonio López Nieto (Spania) |  |

PSV Eindhoven s-a calificat cu scorul general de 1–0.
| 28 februarie 2002 | Feyenoord                        | 3–2     | Rangers                        |                                                                |  |
| 19:00             | Van Hooijdonk 37', 44' Kalou 47' | Cronică | McCann 26' Ferguson 55' (pen.) | Stadion: De Kuip, Rotterdam Arbitru: Herbert Fandel (Germania) |  |

Feyenoord s-a calificat cu scorul general de 4–3.
| 28 februarie 2002 | Slovan Liberec                         | 4–1     | Lyon       |                                                                     |  |
| 17:00             | Nezmar 1', 82' Štajner 75' Neumann 85' | Cronică | Müller 17' | Stadion: Letná Stadium, Praga Arbitru: Lucílio Batista (Portugalia) |  |

Slovan Liberec s-a calificat cu scorul general de 5–2.
| 28 februarie 2002 | Borussia Dortmund | 0–0     | Lille |                                                                        |  |
| 20:30             |                   | Cronică |       | Stadion: Westfalenstadion, Dortmund Arbitru: Domenico Messina (Italia) |  |

Lille 1–1 Borussia Dortmund. Borussia Dortmund datorită golului marcat în deplasare.
| 28 februarie 2002 | Parma         | 1–2     | Hapoel Tel Aviv       |                                                                      |  |
| 18:00             | Bonazzoli 85' | Cronică | Osterc 31' Pisont 54' | Stadion: Stadio Ennio Tardini, Parma Arbitru: Jacek Granat (Polonia) |  |

Hapoel Tel Aviv s-a calificat cu scorul general de 2–1.
| 28 februarie 2002                              | Milan                         | 0–1 (d.p.) (3–2 d.l.d.)                                 | Roda JC      |                                                                            |  |
| 20:45                                          |                               | Cronică                                                 | Luijpers 69' | Stadion: Stadio Giuseppe Meazza, Milano Arbitru: Wolfgang Stark (Germania) |  |
|                                                | Penalty-uri de departajare⁠(d) |                                                         |              |                                                                            |  |
| Brocchi · José Mari · Kaladze · Pirlo · Contra |                               | Anastasiou · Lawal · Soetaers · Luijpers · Van der Luer |              |                                                                            |  |

Milan 1–1 Roda JC. Milan s-a calificat cu scorul general de 3–2 la penaltiuri.

## Sferturi
| Echipa 1        | Scor gen.      | Echipa 2          | Tur | Retur    |
| --------------- | -------------- | ----------------- | --- | -------- |
| Internazionale  | 2–1            | Valencia          | 1–1 | 1–0      |
| PSV Eindhoven   | 2–2 4–5 d.l.d. | Feyenoord         | 1–1 | 1–1 d.p. |
| Slovan Liberec  | 0–4            | Borussia Dortmund | 0–0 | 0–4      |
| Hapoel Tel Aviv | 1–2            | Milan             | 1–0 | 0–2      |

### Tur
| Internazionale | 1–1     | Valencia   |
| -------------- | ------- | ---------- |
| Materazzi 50'  | Cronică | Rufete 66' |

| PSV Eindhoven | 1–1     | Feyenoord         |
| ------------- | ------- | ----------------- |
| Kežman 47'    | Cronică | Van Hooijdonk 45' |

| Slovan Liberec | 0–0     | Borussia Dortmund |
| -------------- | ------- | ----------------- |
|                | Cronică |                   |

| Hapoel Tel Aviv | 1–0     | Milan |
| --------------- | ------- | ----- |
| Cleșcenco 32'   | Cronică |       |

### Retur
| Valencia | 0–1     | Internazionale |
| -------- | ------- | -------------- |
|          | Cronică | Ventola 4'     |

Internazionale s-a calificat cu scorul general de 2–1.
| Feyenoord                                             | 1–1 (d.p.) | PSV Eindhoven                                     |
| ----------------------------------------------------- | ---------- | ------------------------------------------------- |
| Van Hooijdonk 90+3'                                   | Cronică    | Van Bommel 75'                                    |
| Ono · Paauwe · Van Wonderen · Bosvelt · Van Hooijdonk | 5–4        | Bruggink · Ooijer · Gakhokidze · Heintze · Kežman |

PSV Eindhoven 2–2 Feyenoord. Feyenoord s-a calificat cu scorul general de 5–4 după penaltiuri.
| Borussia Dortmund                              | 4–0     | Slovan Liberec |
| ---------------------------------------------- | ------- | -------------- |
| Amoroso 51' Koller 57' Ricken 70' Ewerthon 89' | Cronică |                |

Borussia Dortmund s-a calificat cu scorul general de 4–0.
| Milan                           | 2–0     | Hapoel Tel Aviv |
| ------------------------------- | ------- | --------------- |
| Rui Costa 5' Gershon 45' (o.g.) | Cronică |                 |

Milan s-a calificat cu scorul general de 2–1.

## Semifinale
| Echipa 1          | Scor gen. | Echipa 2  | Tur | Retur |
| ----------------- | --------- | --------- | --- | ----- |
| Internazionale    | 2–3       | Feyenoord | 0–1 | 2–2   |
| Borussia Dortmund | 5–3       | Milan     | 4–0 | 1–3   |

### Tur
| Internazionale | 0–1     | Feyenoord          |
| -------------- | ------- | ------------------ |
|                | Cronică | Córdoba 51' (o.g.) |

| Borussia Dortmund                        | 4–0     | Milan |
| ---------------------------------------- | ------- | ----- |
| Amoroso 7' (pen.), 33', 39' Heinrich 63' | Cronică |       |

### Retur
| Feyenoord                      | 2–2     | Internazionale                   |
| ------------------------------ | ------- | -------------------------------- |
| Van Hooijdonk 17' Tomasson 34' | Cronică | C. Zanetti 83' Kallon 89' (pen.) |

Feyenoord s-a calificat cu scorul general de 3–2.
| Milan                                        | 3–1     | Borussia Dortmund |
| -------------------------------------------- | ------- | ----------------- |
| Inzaghi 10' Contra 18' Serginho 90+2' (pen.) | Cronică | Ricken 90+4'      |

Borussia Dortmund s-a calificat cu scorul general de 5–3.

## Finala
| Feyenoord                                  | 3–2     | Borussia Dortmund             |
| ------------------------------------------ | ------- | ----------------------------- |
| Van Hooijdonk 33' (pen.), 40' Tomasson 50' | Cronică | Amoroso 47' (pen.) Koller 58' |

## Golgeter
| Loc | Jucător              | Club              | Goluri | Minute jucate |
| --- | -------------------- | ----------------- | ------ | ------------- |
| 1   | Pierre van Hooijdonk | Feyenoord         | 8      | 750'          |
| 2   | Mário Jardel         | Sporting CP       | 6      | 490'          |
| 2   | Richard Núñez        | Grasshoppers      | 6      | 516'          |
| 2   | Mohamed Kallon       | Inter Milan       | 6      | 902'          |
| 5   | Jan Nezmar           | Slovan Liberec    | 5      | 355'          |
| 5   | Yiasoumis Yiasoumi   | PAOK              | 5      | 382'          |
| 5   | Pauleta              | Bordeaux          | 5      | 539'          |
| 5   | Márcio Amoroso       | Borussia Dortmund | 5      | 644'          |
| 5   | Milan Osterc         | Hapoel Tel Aviv   | 5      | 797'          |